# Savage Pencil
Savage Pencil est un graphiste, peintre, dessinateur de bande dessinée underground et illustrateur anglais. Il s'agit du pseudonyme du journaliste musical Edwin Pouncey (né à Leeds dans le West Yorkshire, en juin 1951). Il est titulaire d'un Masters degree du Royal College of Art et vit et travaille dans le sud londonien.
Il anime une émission hebdomadaire, Diggers, sur Resonance FM, la radio du London Musicians Collective.

## Biographie

### Dessinateur
Selon Paul Gravett, "de la même manière que les dessins de Robert Crumb ont saisi l'expérience Hippie de l'Amérique des années 1960, la bande dessinée de Savage Pencil a personnalisé l'esprit du punk anglais de la fin des années 1970."
Il a publié des comics, notamment la série des Corposemeat Comix.
Sous un nom ou un autre il a contribué à des magazines comme l'hebdomadaire Sounds (« Rock'n'Roll Zoo », etc.), Forced Exposure, le New Musical Express, Mojo, Bizarre, et est le dessinateur résident de The Wire.
Il a illustré de nombreuses pochettes de disques de rock, pour des groupes comme The Fall, Big Black, Sonic Youth, Rocket from the Crypt, Sundial, Bonnie Prince Billy, Sunn O))) etc.
Il a été membre du collectif d'artistes The Battle of the Eyes avec Andy Dog et Chris Long.

### Carrière musicale
Son lien avec la musique a été aussi plus direct puisque, d'avril 1977 à mars 1978, il a été membre du groupe The Art Attacks, fondé avec son condisciple Steve Spear, dans lequel ont joué Robert Gotobed (futur Wire) et JD Haney (futur The Monochrome Set). Le groupe a sorti deux 45 tours et participé à quelques compilations ; un 45 tours est aussi paru en 1980 sous le nom de The Tagmemics ; une compilation-cd, Outrage and Horror, est sortie en 2003 chez Overground Records.
Il  a été aussi membre de The Kray Cherubs et l'est actuellement du groupe d'improvisation « drone-rock noise » Pestrepeller.

## Accueil critique
Selon Prism-Escape, « Edwin Pouncey a réussi à mêler tout au long de son parcours ses deux passions, la musique et la bande dessinée. » Il déclare « Ça ne me dérange pas du tout d’être considéré comme un dessinateur rock’n’roll, parce j’ai toujours ressenti que mon travail était d’une certaine manière très lié à la musique. J’ai le sentiment que lorsque je dessine, c’est un peu comme si je faisais de la musique. »